# Alla fiera dell'est
Alla fiera dell'est è un brano musicale del cantautore italiano Angelo Branduardi, contenuto nell'omonimo terzo album in studio del 1976.

## Descrizione
Il brano è la riproposizione, con musica creata dal cantautore, della filastrocca Chad Gadya, la quale viene recitata dai bambini alla fine della cena della Pasqua ebraica e celebra la liberazione dalla schiavitù egiziana del popolo ebraico.
Gli arrangiamenti musicali sono successivi alla svolta artistica di Angelo Branduardi avvenuta dopo l'incontro con Maurizio Fabrizio, che ha inoltre curato gli arrangiamenti del disco.
La musica ripropone, almeno in parte, il brano "La Mantovana" di Gasparo Zanetti.

### Classifiche settimanali
| Classifica (1977) | Posizione massima |
| ----------------- | ----------------- |
| Italia            | 3                 |

### Classifiche di fine anno
| Classifica (1977) | Posizione |
| ----------------- | --------- |
| Italia            | 19        |